# Bahnhof Sitten
Der Bahnhof Sitten (französisch Gare de Sion) ist der Bahnhof der schweizerischen Stadt Sitten (französisch Sion) und liegt an der Simplonstrecke. Der Bahnhof befindet sich in Eigentum der SBB und wird von dieser und deren Tochtergesellschaft Regionalps mit Fern- und Regionalverkehrszügen bedient.

## Geschichte
Das Zeitalter der Eisenbahn begann in Sitten im Mai 1860, als in einem provisorischen Bahnhof die Bahnstrecke nach Martigny der Ligne d’Italie in Betrieb genommen wurde. Am 4. Juni desselben Jahres wurde mit vier täglichen Zugspaaren die heute noch bestehende Regionallinie nach Le Bouveret/Saint-Gingolph (Suisse) aufgenommen. Acht Jahre später wurde Sitten zur Durchgangsstation als die bisherige Strecke als eine der Etappen der Simplonlinie bis Siders verlängert wurden. 1873 ging auch der definitive Bahnhof in Betrieb.
Nach der Eröffnung des Simplontunnels 1906 wurde Sion Teil einer internationalen Eisenbahnlinie von Paris über Lausanne und Brig nach Mailand und ist bis heute Halt von internationalen Fernverkehrszügen geblieben. Als Folge des akuten Kohlenmangels durch den Ersten Weltkrieg wurde am 31. Juli 1919 durch eine sogenannte Notelektrifikation der Drehstrombetrieb Brig–Iselle bis nach Sion ausgedehnt. Am 12. Dezember 1923 wurde auf dem Abschnitt St-Maurice–Sitten der elektrische Betrieb mit Einphasenwechselstrom 15 000 Volt 16 ⅔ Hertz aufgenommen und Sion wurde zum Systemwechselbahnhof. Das dauerte bis zum 17. Januar 1927, als der Drehstrombetrieb Sitten–Brig durch Einphasenwechselstrom 15 000 Volt 16 ⅔ Hertz abgelöst wurde.
1959 nahm die Schweizerische Post den benachbarten Postbahnhof in Betrieb.

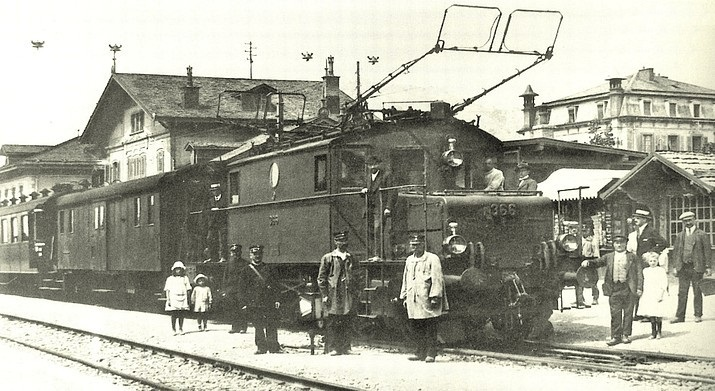
Drehstromlokomotive Fb 4/4 Nr. 366 in Sion.

## Lage
Der Bahnhof liegt südlich des Stadtzentrums, aber nördlich des sich an Rhone und der Autobahn A9 angesiedelten Stadtzentrums. Rund um den Bahnhof haben sich zahlreiche Dienstleistungsbetriebe angesiedelt, so betreibt hier unter anderem die Migros ein Einkaufszentrum.

## Anlage und Empfangsgebäude
Das 1873 fertiggestellte Empfangsgebäude besteht aus einem Haupt- und einem Nebenflügel. Im Hauptflügel sind die Einrichtungen der SBB und einige Detailhandelsgeschäfte untergebracht. Nebst 22 anderen Schweizer Bahnhöfen wird der Bahnhof Sitten unter dem Slogan Mehr Bahnhof vermarktet und gehört damit zur zweitgrössten Bahnhofskategorie der Bahn. Direkt an den Bahnhof in Richtung Saint-Léonard angegliedert ist ein Güterbahnhof mit Postteil, die gesamte Anlage umfasst inklusive Durchgangs-, Stumpf- und Servicegleisen 14 Gleise.
Von den 14 Gleisen werden drei vom Personenverkehr beansprucht. Sie liegen an je einem Seiten- und Mittelbahnsteig. Der Seitenbahnsteig Gleis 1 liegt am Empfangsgebäude, während die Gleise 2 und 3 den teilweise überdachten Mittelbahnsteig bilden.
Der Personenverkehr wird meist nach folgendem Schema abgewickelt:
- Gleis 1: In Sion endende und beginnende Züge, namentlich die Regionalzüge nach Brig und Saint-Gingolph
- Gleis 2: Fernverkehrszüge in Richtung Brig
- Gleis 3: Fernverkehrszüge in Richtung Lausanne

Zeitreise
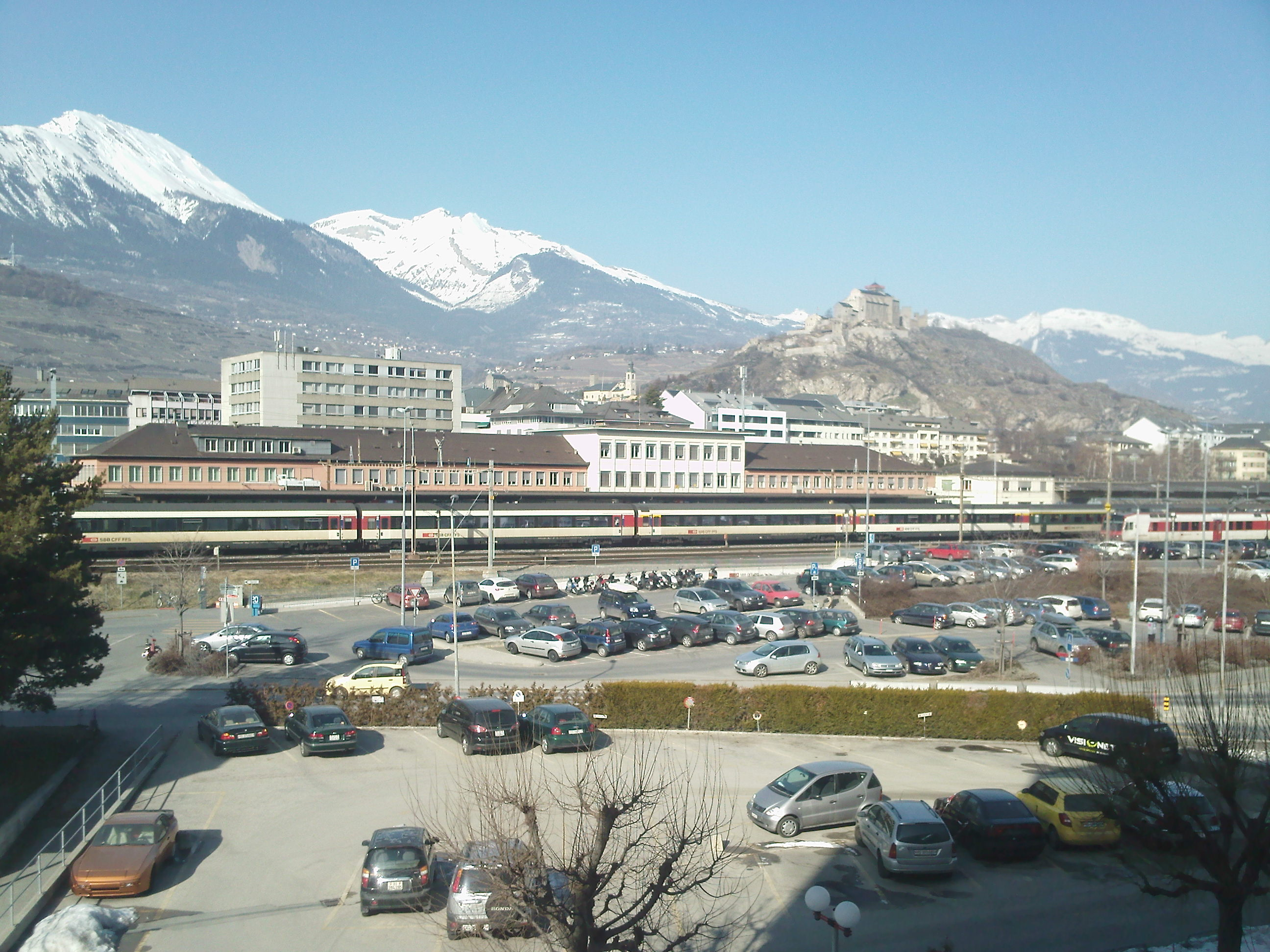
Bahnseite 2013
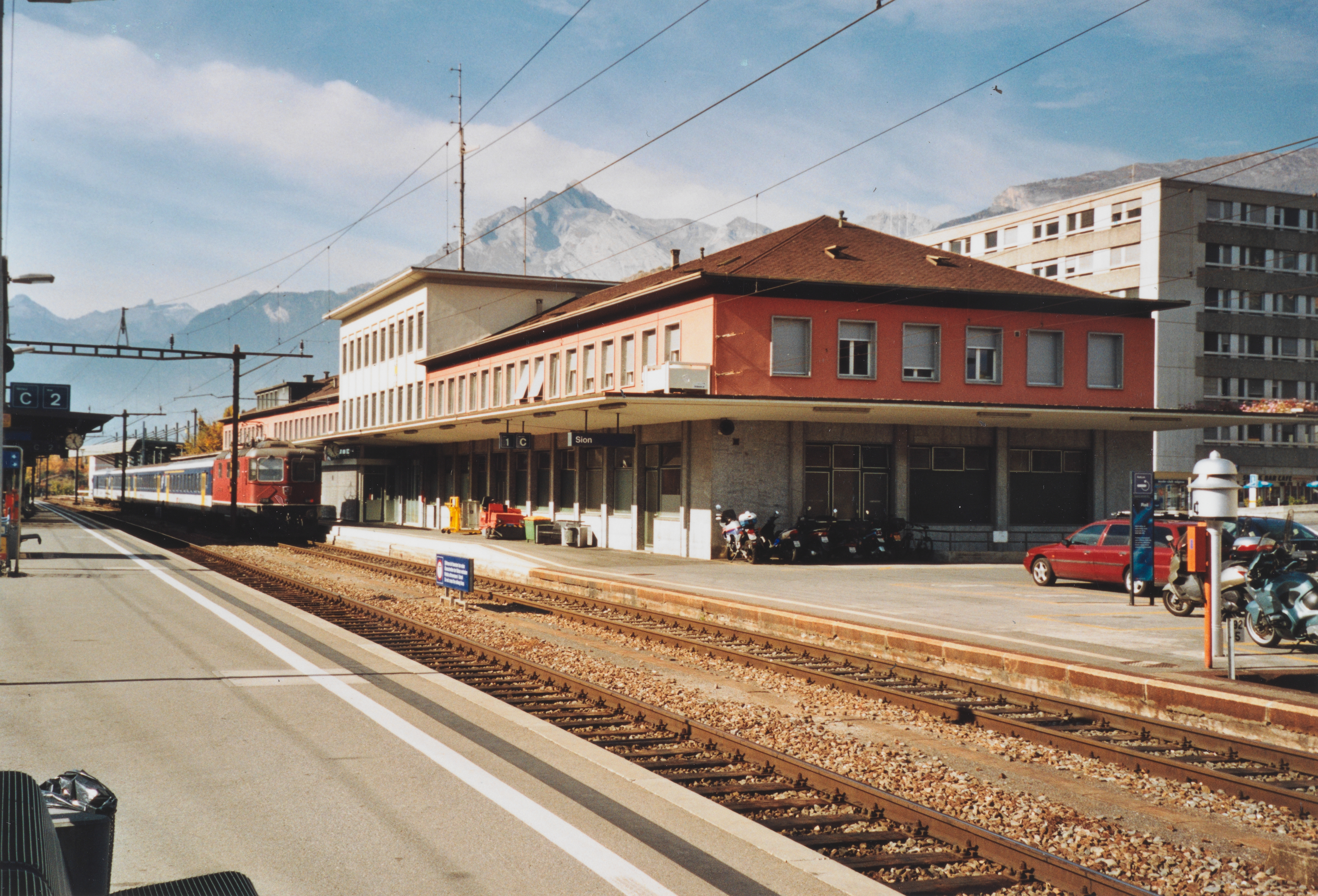
2005
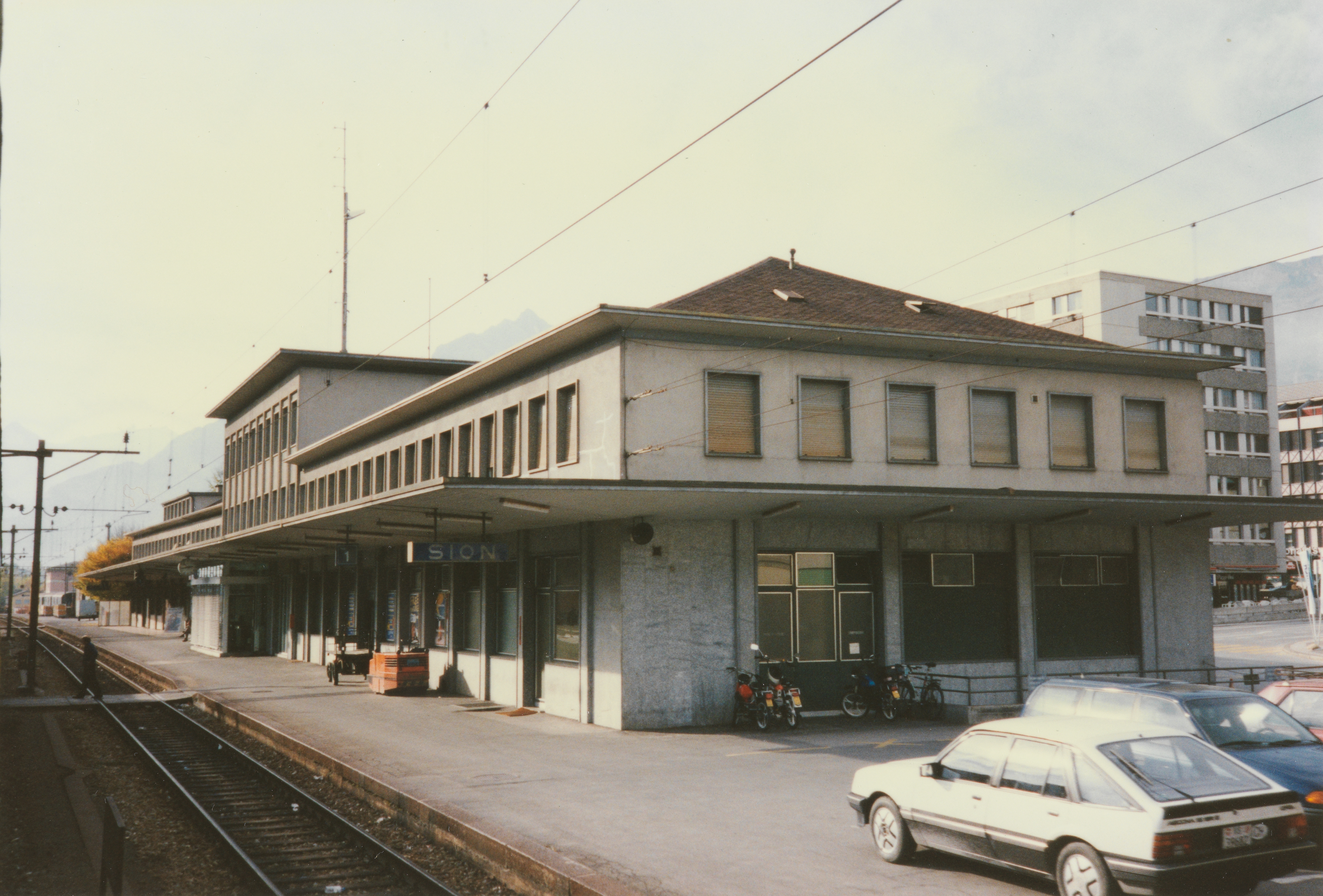
1994
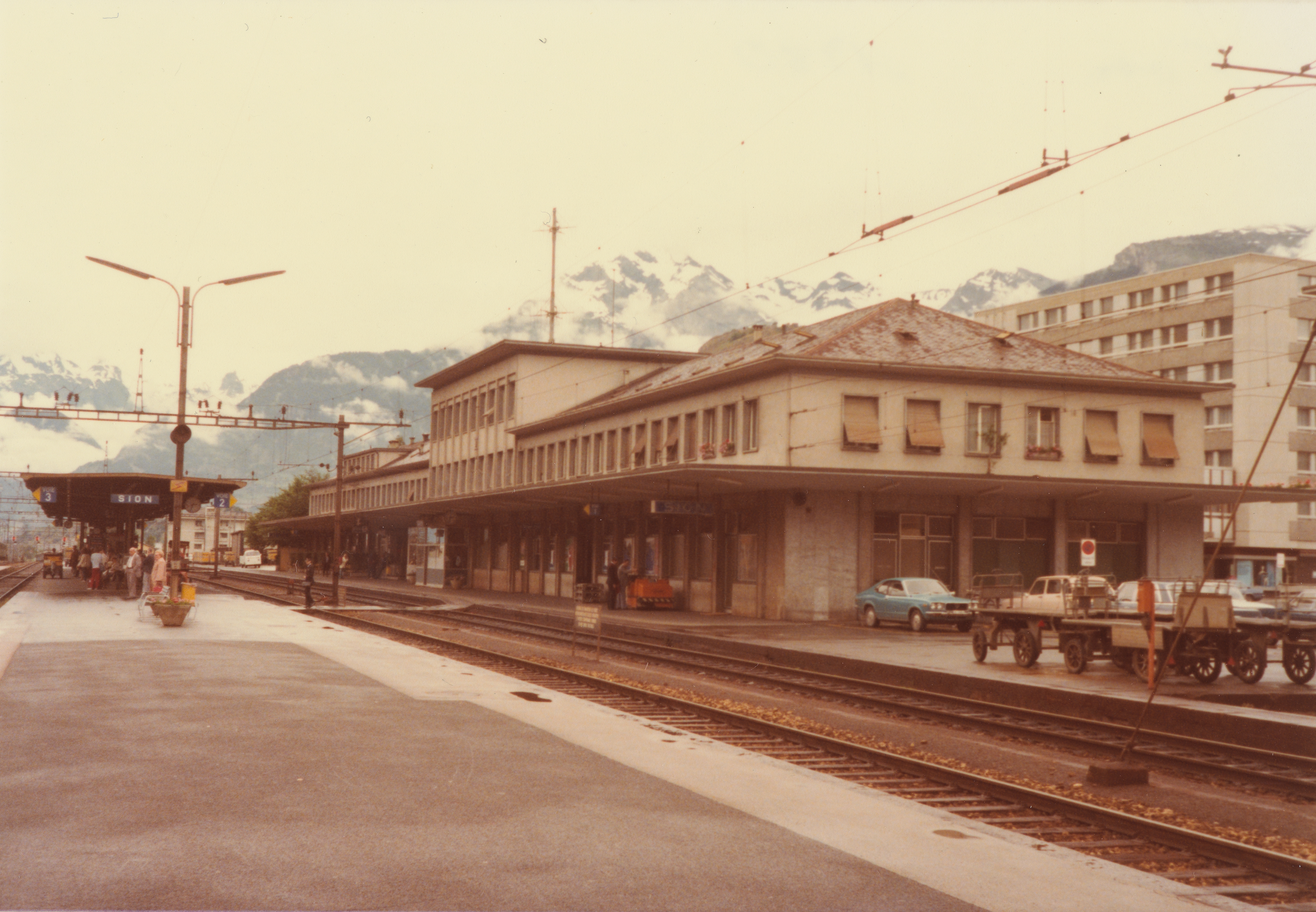
1980
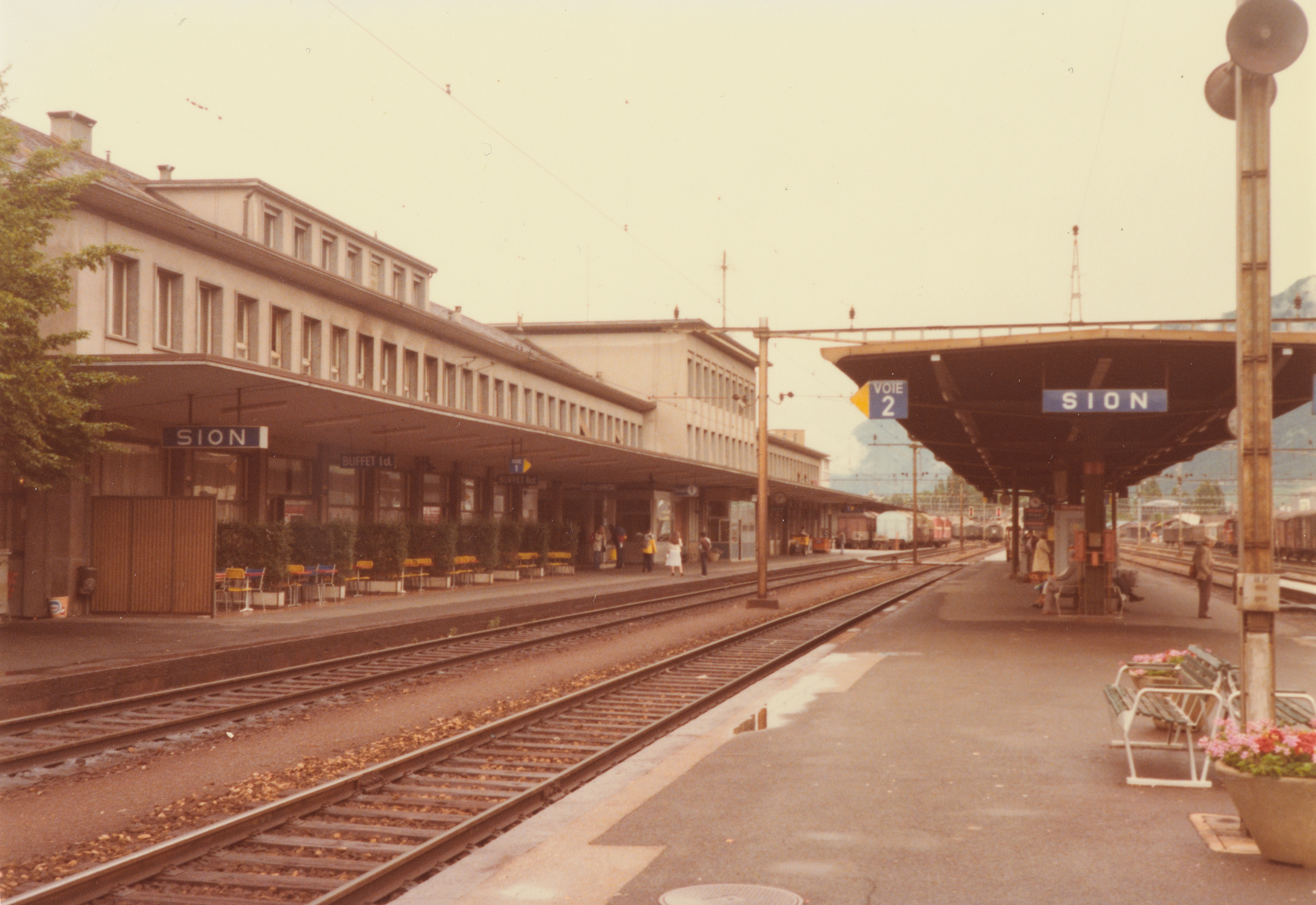
1980

## Verkehr
Der Bahnhof wird sowohl von Fern-, als auch von Regionalverkehrszügen bedient. Während der Fernverkehr der SBB obliegt, ist deren Joint-Venture mit der TMR, die Regionalps für den Regionalverkehr zuständig, der vorwiegend mit NPZ Domino ausgeführt wird.

### Fernverkehr
Seit je her ist Sion Halt der internationalen Fernverkehrszüge der Simplonachse. Zwischen 1969 und 1975 hielt der TEE Lemano (Paris–Mailand) im Bahnhof, anschliessend bis 1984 der von Genf aus nach Italien geführte TEE Cisalpin. Heute bedienen nur ETR 610-Kompositionen, die als EuroCity zwischen Genf und Mailand/Venedig Sitten im internationalen Verkehr. Zusätzlich ist halbstündlich die SBB-Linie 90 (InterRegio Genf Flughafen–Brig) im Zugsangebot.
- Genève – Brig – Milano Centrale (– Venezia S. L.)   TT
- 90 Genève-Aéroport – Lausanne – Brig
- 95 Genève-Aéroport – Lausanne – Brig

### Regionalverkehr
- 91 Brig – Sitten – St-Maurice – Saint-Gingolph (Montag – Samstag halbstündlich bis Monthey)